# Rexism

Steagul partidului Rexist

Rexismul a fost o mișcare politică belgiană de extremă dreaptă, inspirată din fascism, înființată în 1932 de catolicul Léon Degrelle. Numele mișcării derivă de la editura Christus Rex, deținută de acesta.

## Ideologie
Mișcarea era una profund catolică și era adepta întoarcerii anacronice la un trecut precapitalist și preindustrial, cu caracter rural. Rexismul susținea monarhia autoritară.

## Perioada interbelică
La alegerile din 1936, mișcarea rexistă înregistrează un oarecare succes, 30% din voturile populației valone, dar pierde susținerea bisericii catolice. După 1936, mișcarea se apropie de nazism și adoptă un antisemitism virulent.

## Al doilea război mondial
În timpul celui de-al doilea război mondial, atitudinea rexiștilor e contradictorie, mulți dintre membrii REX fac parte din trupele SS, în așa numita Legiune valonă și luptă pe frontul de est, o parte colaborează cu ocupantul german iar altă parte luptă în mișcarea de rezistență anti-germană. După prăbușirea Germaniei, în mai 1945, Léon Degrelle se refugiază în Spania, unde primește azil politic.